# Оксфордская школа
Оксфордская школа (англ. Oxford Franciscan school) — группа средневековых философов-схоластов XIII века, связанных с Оксфордским университетом и оказавших значительное влияние на становление современной научной методологии.
Тремя источниками Оксфордской школы были: августинизм, научный аристотелизм и греко-арабская наука. Этот синтез позволил большое внимание уделять опыту, отдельным фактам и индукции.
Обращение к естественнонаучным исследованиям в то время было смелым новаторским шагом, поскольку Римская курия запрещала изучение произведений Аристотеля, посвященных этим проблемам. Вследствие удаленности от римской курии Оксфордский университет обладал в тот период значительной свободой. Его исследования стимулировались также тем, что в Англии раньше других стран получили развитие ремесленное производство и торговля, испытывающие насущную потребность в естественнонаучном знании.
Из Оксфордской школы вышел один из наиболее интересных и оригинальных мыслителей своего времени, философ и естествоиспытатель Роджер Бэкон. Другими выдающимися представителями Оксфордской школы были Роберт Гроссетест, Дунс Скотт, Уильям Оккам.